# Baralt
Baralt é um município da Venezuela localizado no estado de Zulia.
A capital do município é a cidade de San Timoteo.